# Veronika (novela)
Veronika je novela českého spisovatele Miloše Václava Kratochvíla z roku 1958.
Kniha vypráví o dívce Viktorii Paulové, české vlastence, která se dostavá nedobrovolnou do role konfidentky rakouské policie.

## Filmová adaptace
- Veronika - český film režiséra Otakara Vávry z roku 1985. V hlavní roli Taťjana Medvecká.